# Computerwoche
Die Computerwoche war eine deutsche Wochenzeitung für CIOs und IT-Manager. Sie war seit 1974 am Markt und wurde hauptsächlich im Abonnement vertrieben. Die Zeitung gehört zum IT-Fachverlag International Data Group (IDG), dessen deutsche Niederlassung und die Redaktion der Computerwoche ihren Sitz in München hat. Chefredakteur ist derzeit Heinrich Vaske.
Die Computerwoche will technische Trends und wirtschaftliche Situation von Herstellern so darstellen, dass IT-Verantwortliche vor allem in mittleren und großen Unternehmen damit eine Handhabe für ihre Investitionsplanung erhalten. Dazu kommen Analysen, Anwenderberichte, Branchennachrichten, Projektberichte, Personalien und aktuelle Meldungen aus der Welt der IT.
Die Webseite der Computerwoche wurde 2009 vom Verband der Deutschen Fachpresse als bestes Online-Fachmedium in der Kategorie IT/Telekommunikation/Elektronik ausgezeichnet.
Nachdem Anfang 2023 bereits die Print-Version abgeschafft wurde, stellte der Verlag im Oktober 2023 auch die digitale Veröffentlichung der Zeitung ein. Der Fokus liegt seitdem auf digitalen Produkten wie der Website, Newslettern und Podcasts.

## Internationale Pendants
Die amerikanische Zeitschrift Computerworld erschien erstmals 1967. Im Laufe der Zeit gründete der Verlag International Data Group in insgesamt 46 Ländern Ableger mit unterschiedlicher Erscheinungsweise, von denen manche nur noch digital erscheinen. Die Website von IDG listet diese Print- und Digitalmedien inklusive ihrer Links auf.

## Geschichte
Die erste Ausgabe der Computerwoche erschien am Mittwoch, dem 9. Oktober 1974 mit dem Untertitel Die aktuelle Wochenzeitung für die Computerwelt. Für die zweite Ausgabe benötigten Redaktion und Verlag, der damals noch Computerworld GmbH hieß, ganze drei Wochen. Ab der dritten Ausgabe, die zwei Wochen später am 13. November erschien, gab es eine einheitliche Gliederung, die in den nächsten Jahren beibehalten wurde. Auf den Nachrichten, ein Thema der Woche, einem Editorial (später Kolumne), Gastkommentar und Leserbriefen folgten die jeweiligen Rubriken Software, Hardware, Communications, EDV-Karriere und Industrie (später in Wirtschaft umbenannt). Das Zeitungsformat war anfangs mit 445 × 315 Millimetern an das Aussehen von Tageszeitungen angelehnt. Auf der linken oberen Ecke war bis September 1989 eine Datenbandspule und eine Erdkugel abgebildet. Ab der vierten Ausgaben, die am 27. November erschien, wurde die Fachzeitschrift dann wöchentlich vertrieben.
Mit der Ausgabe 40/1975 erfolgte eine Umstellung auf ein kleineres Format mit 390 × 268 Millimetern. Das Layout aller Seiten hatte, bis auf die Seiten 5 bis 7, von nun an vier Spalten mit jeweils 62 Millimetern Breite. Später folgen weitere kleine Anpassungen. Etwa ein Jahr nach dem Erscheinen der Erstausgabe hatte die Computerwoche durchschnittlich 60 Seiten. Der Druck erfolgte anfangs mittels bleiernen Druckplatten. Ab 1978 standen dem Verlag Texterfassungsgeräte des Unternehmens Linotype zur Verfügung. Redakteure mussten ihre Texte auf einer Kugelkopfmaschine verfassen, der dann abgetippt und auf Verbatimbändern gespeichert wurde. Der Fotosatz erfolgte von nun an direkt im Haus. Mitarbeiter kleben die Seiten gemäß den Layoutvorgaben zusammen, die dann bis zu viermal geprüft wurden, bevor es eine Freigabe durch die Redaktion gab. Ab 1981 wurde die Computerwoche bis zur fertigen Druckvorlage komplett im eigenen Haus hergestellt.
Aufgrund von Kritik am Layout seitens der Redaktion und Verlag wurden Mitte des Jahres 1986 Pläne zur Umgestaltung gemacht. Im Februar 1989 entstand die Nullnummer mit dem zukünftigen Layout. Am 29. September 1989 erschien die Ausgabe 40/1989 mit dem neuen Layout pünktlich zur Computermesse Systems. Die Zeitschrift hatte nun 148 Seiten und wurde im Format 381 × 280 Millimeter gedruckt. Auf der Titelseite war eine zweispaltige farbige Grafik abgebildet. Eine Umstellung auf Desktop-Publishing (DTP) erfolgte im Herbst 1993 mit der Ausgabe 38/1993. Zuvor wurden einige Macintosh Quadra mit dem Programm QuarkXPress angeschafft und Mitarbeiter umgeschult. Ab der Ausgabe 10/1994, die zur CeBIT-Messe erschien, kamen ein Pressespiegel hinzu und der Nachrichtenteil, Meinungsseiten und Rubriken wurden farbiger gestaltet.

## Auflagenstatistik
Nach einer stetigen Steigerung der verkauften Auflage auf bis zu 48.281 Exemplaren im 1. Quartal 2005 kam es zu einem Skandal. Anfang Juli 2005 hatte der IDG-Verlag die IVW-Zahlen für das 2. Quartal 2005 gemeldet. Die IVW, ein Institut, das für die Auflagenprüfung bei Medien zuständig ist, kündigte eine Nachkontrolle an, weil ein deutlich geringerer Abonnementanteil gemeldet wurde. Am 8. Juli 2005 trat die Computerwoche mit sofortiger Wirkung aus der IVW aus, womit sich die IVW-Kontrolle, die zum Ausschluss geführt hätte, erübrigt hatte. Die Computerwoche ließ von da an ihre etwa halb so hohe Auflage von einem Wirtschaftsprüfer bescheinigen. Im dritten Quartal 2005 verkaufte die Computerwoche insgesamt 28.306 Exemplare, verbreitet wurden 54.742 Exemplare. Diese Zahlen wurden von der Wirtschaftsprüfungsgesellschaft Deloitte entsprechend der branchenüblichen Kriterien testiert.
Seit 2007 befindet sich die Computerwoche wieder in der IVW.
| Anzahl der monatlich verbreiteten Ausgaben | Anzahl der monatlich verbreiteten Ausgaben | Anzahl der monatlich verbreiteten Ausgaben | Anzahl der monatlich verbreiteten Ausgaben | Anzahl der monatlich verbreiteten Ausgaben |
| ------------------------------------------ | ------------------------------------------ | ------------------------------------------ | ------------------------------------------ | ------------------------------------------ |
| Quartal                                    |                                            |                                            | Auflage a                                  |                                            |
| IV/2007                                    | IV/2007                                    |                                            | 46.666                                     | 46.666                                     |
| IV/2008                                    | IV/2008                                    |                                            | 44.247                                     | 44.247                                     |
| IV/2009                                    | IV/2009                                    |                                            | 31.481                                     | 31.481                                     |
| IV/2010                                    | IV/2010                                    |                                            | 20.211                                     | 20.211                                     |
| IV/2011                                    | IV/2011                                    |                                            | 17.496                                     | 17.496                                     |
| IV/2012                                    | IV/2012                                    |                                            | 16.608                                     | 16.608                                     |
| IV/2013                                    | IV/2013                                    |                                            | 14.856                                     | 14.856                                     |
| IV/2014                                    | IV/2014                                    |                                            | 12.224                                     | 12.224                                     |
| Quelle: IVW                                |                                            |                                            |                                            |                                            |

| Anzahl der monatlich verkauften Abonnements | Anzahl der monatlich verkauften Abonnements | Anzahl der monatlich verkauften Abonnements | Anzahl der monatlich verkauften Abonnements | Anzahl der monatlich verkauften Abonnements |
| ------------------------------------------- | ------------------------------------------- | ------------------------------------------- | ------------------------------------------- | ------------------------------------------- |
| Quartal                                     |                                             |                                             | Abos a                                      |                                             |
| IV/2007                                     | IV/2007                                     |                                             | 20.891                                      | 20.891                                      |
| IV/2008                                     | IV/2008                                     |                                             | 19.760                                      | 19.760                                      |
| IV/2009                                     | IV/2009                                     |                                             | 17.821                                      | 17.821                                      |
| IV/2010                                     | IV/2010                                     |                                             | 15.002                                      | 15.002                                      |
| IV/2011                                     | IV/2011                                     |                                             | 12.535                                      | 12.535                                      |
| IV/2012                                     | IV/2012                                     |                                             | 11.505                                      | 11.505                                      |
| IV/2013                                     | IV/2013                                     |                                             | 9.673                                       | 9.673                                       |
| IV/2014                                     | IV/2014                                     |                                             | 8.372                                       | 8.372                                       |
| Quelle: IVW                                 |                                             |                                             |                                             |                                             |